# 2009년 한국프로야구 골든글러브
2009년 한국 프로 야구 골든 글러브상 시상식은 2009년 12월 11일 서울 삼성동 코엑스 오디토리움에서 열렸다.
2009년 한국시리즈에서 우승을 차지한 KIA 타이거즈가 8개 구단 중 가장 많은 4명의 수상자를 배출했다. 로페스는 외국인으로서 투수 부문에서 골든 글러브를 수상한 2번째 선수가 되었다. KIA의 우승에 공헌을 한 김상훈, 최희섭, 김상현 모두 득표 2위와 큰 표차를 보이며 여유있게 골든 글러브 수상에 성공했다.
최다 득표의 영예는 총 유효표 341표 중 323표(득표율 94.7%)를 획득한 두산 베어스의 김현수가 차지했다. 홍성흔은 2년 연속으로 지명타자 부문에서 골든 글러브를 수상하는 데 성공했다. 가장 큰 경합을 벌일 것으로 예상되었던 유격수 부문은 손시헌이 강정호를 37표차로 따돌리고 골든 글러브를 수상하였다.
한편, 올해 13년 연속 플레이오프 진출이 좌절되었던 삼성 라이온즈와 정규리그 최하위를 기록한 한화 이글스는 골든 글러브 수상자를 단 한 명도 배출해 내지 못했다. 특히, 삼성이 2년 연속으로 골든 글러브 수상자를 배출해 내지 못한 해는 94-95년 이후 두 번째다.

## 부문별 수상자
※ 총 유효표 : 341표
| 부문     | 이름                 | 소속                           | 득표수            | 여타 후보 (소속팀, 득표 수)                                                                                            |
| -------- | -------------------- | ------------------------------ | ----------------- | --- |
| 투수     | 로페스               | KIA 타이거즈                   | 210표             | 조정훈(롯데, 50), 김광현(SK, 29), 류현진(한화, 20), 윤성환(삼성, 10) 애킨스(롯데, 1), 권혁(삼성, 1), 이용찬(두산, 0)   |
| 포수     | 김상훈               | KIA 타이거즈                   | 252표             | 정상호(SK, 71), 현재윤(삼성, 14), 강귀태(히어로즈, 4)                                                                  |
| 1루수    | 최희섭               | KIA 타이거즈                   | 294표             | 박정권(SK, 25), 채태인(삼성, 10), 김주찬(롯데, 9), 이숭용(히어로즈, 3)                                                 |
| 2루수    | 정근우               | SK 와이번스                    | 284표             | 안치홍(KIA, 39), 신명철(삼성, 18)                                                                                      |
| 3루수    | 김상현               | KIA 타이거즈                   | 286표             | 김동주(두산, 25), 이대호(롯데, 13), 이원석(두산, 9), 정성훈(LG, 8)                                                     |
| 유격수   | 손시헌               | 두산 베어스                    | 159표             | 강정호(히어로즈, 122), 나주환(SK, 37), 이현곤(KIA, 17), 송광민(한화, 6)                                                |
| 외야수   | 김현수 박용택 이택근 | 두산 베어스 LG 트윈스 히어로즈 | 323표 265표 126표 | 강봉규(삼성, 74), 박재상(SK, 65), 김원섭(KIA, 44), 강동우(한화, 40) 클락(히어로즈, 30), 이대형(LG, 29), 이진영(LG, 27) |
| 지명타자 | 홍성흔               | 롯데 자이언츠                  | 287표             | 페타지니(LG, 49), 최준석(두산, 5)                                                                                      |

## 같이 보기
- 대한민국의 프로 야구
- 한국 프로 야구 골든 글러브상